# Joël Robert
Joël Robert   (Grandrieu, 24 de novembre de 1943 - Gilly, 13 de gener de 2021) fou un pilot belga de motocròs, un dels més famosos de la història d'aquest esport. Va guanyar sis Campionats del Món de motocròs en la categoria dels 250cc (els cinc darrers, d'una tacada) i cinc de Bèlgica, a banda d'un Motocross des Nations i tres Trophée des Nations formant part de l'equip belga. El seu rècord de 50 victòries en Gran Premi va ser vigent durant més de 30 anys, fins que el superà el també belga Stefan Everts el 2004.
Robert, diabètic de feia temps i amb problemes de cor, es va morir el 13 de gener del 2021 a l'edat de 77 anys, víctima de la COVID-19.

## Trajectòria esportiva
Joël Robert començà la seva carrera internacional en motocròs com a pilot oficial de la marca txecoslovaca ČZ en la categoria dels 250cc. El 1964 esdevingué el Campió del Món més jove de la història en aconseguir el seu primer títol a 20 anys. Amb la CZ va tornar a guanyar el títol els anys 1968 i 1969.
De cara a la temporada de 1970 va deixar CZ per a fitxar per la japonesa Suzuki, que aleshores mirava d'introduïr-se en una especialitat dominada fins al moment per fabricants europeus. El debut de les grogues motocicletes japoneses no podia ser més reeixit, ja que Robert hi guanyà tres títols consecutius: 1970, 1971 i 1972.

### Un pilot molt recordat
Robert és recordat com un dels pilots amb més talent de la història del motocròs. El seu estil de pilotatge era ben espectacular, acostumant a anar per la part interior dels revolts, amb un gran control de la derrapada. Durant la seva millor època era tan superior a la resta de pilots que es permetia exhibicions com ara aturar-se davant de la tribuna en plena cursa, recolzar-hi la moto, baixar i pujar-hi per a besar-li la mà a alguna noia maca del públic. Tot seguit, tornava a pujar a la moto i guanyava la cursa de forma incontestable. Els organitzadors de curses motocròs de Bèlgica, Països Baixos i nord de França es posaven d'acord amb els horaris de la prova i pagaven un helicòpter per a poder comptar amb ell en cada circuit. L'helicòpter anava i tornava tres vegades, mànega a mànega, d'un circuit a l'altre (Robert tenia dues motos, una a cada circuit). Sovint, guanyava les sis mànegues -tres a cada localitat-, descansant només mentre volava amb l'helicòpter.
En una de les disciplines esportives més exigents físicament, cridava l'atenció per la seva manca d'entrenament i la seva addicció al tabac. Fins i tot un cop va deixar la seva cigarreta damunt la barra de sortida davant de Sylvain Geboers mentre eren a la graella de sortida, en una final que Robert va acabar guanyant. Dotat d'una gran força, sembla que a la seva bona època Robert podia aixecar un cotxe des del darrere amb l'única ajuda dels seus braços.

### Darrers temps
Durant anys, Robert seguí vinculat al món del motocròs i fou, per exemple, el manager de l'equip belga al Motocross des Nations. L'any 2000 fou incorporat al Motorcycle Hall of Fame de l'AMA i el 2006 va rebre el premi Edison Dye a la trajectòria. El 2019 va ser nomenat FIM Legend.

## Palmarès internacional

### Resultats per any

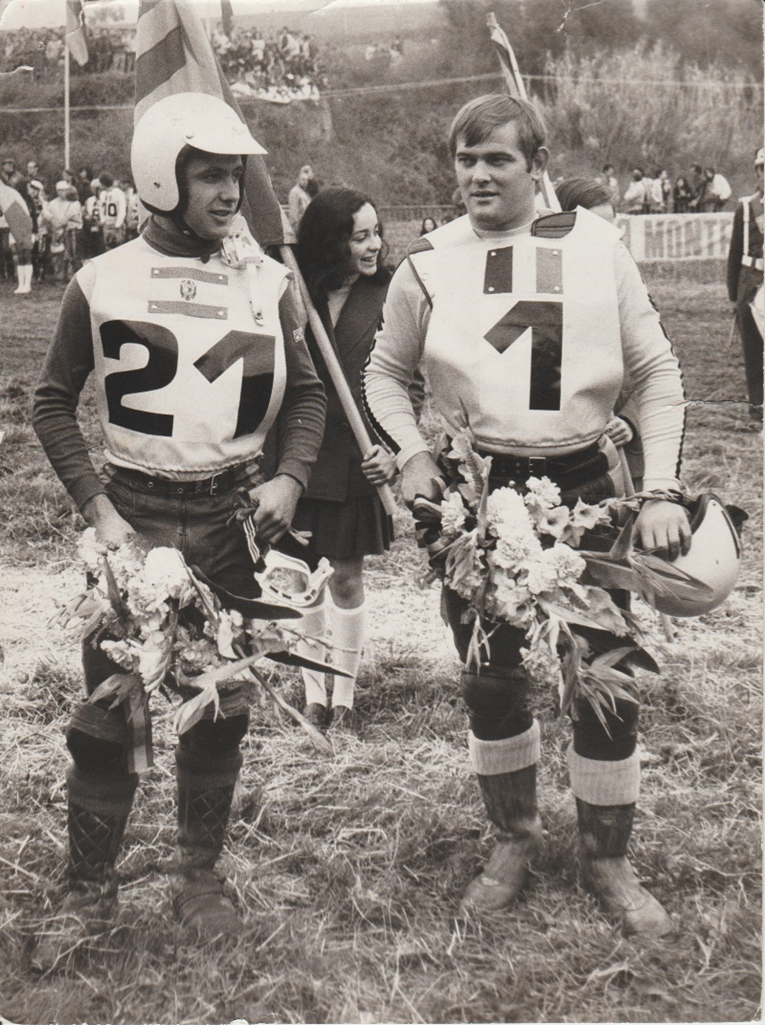
Domingo Gris (21) i Joël Robert durant el GP d'Espanya de 1973

| Any          | Motocicleta  | Mundial 250cc | Per equips | Per equips |
| Any          | Motocicleta  | Mundial 250cc | MXDN       | Trophée    |
| ------------ | ------------ | ------------- | ---------- | ---------- |
| 1962         | Greeves      | 14è           |            |            |
| 1963         | Greeves      | 25è           |            |            |
| 1964         | ČZ           | 1r            |            |            |
| 1965         | ČZ           | 2n            |            |            |
| 1966         | ČZ           | 2n            |            |            |
| 1967         | ČZ           | 2n            |            |            |
| 1968         | ČZ           | 1r            |            |            |
| 1969         | ČZ           | 1r            | 1r         | 1r         |
| 1970         | Suzuki       | 1r            |            | 1r         |
| 1971         | Suzuki       | 1r            |            |            |
| 1972         | Suzuki       | 1r            |            | 1r         |
| 1973         | Suzuki       | 18è           |            |            |
| 1974         | Suzuki       | 10è           |            |            |
| 1975         | Suzuki       | 9è            |            |            |
| 1976         | Puch         | 17è           |            |            |
| Total títols | Total títols | 6             | 1          | 3          |

1. ↑  La classificació consignada a MXDN i Trophée fa referència a la posició final obtinguda per l'equip estatal

### Resultats en Grans Premis
- Barem de puntuació de 1952 a 1969:

| Posició | 1 | 2 | 3 | 4 | 5 | 6 |
| Punts   | 8 | 6 | 4 | 3 | 2 | 1 |

| Resultats que computen                         |
| 1/2 + 1 dels GP (cal acabar-hi les 2 mànegues) |

- Barem de puntuació de 1970 a 1983:

| Posició | 1  | 2  | 3  | 4 | 5 | 6 | 7 | 8 | 9 | 10 |
| Punts   | 15 | 12 | 10 | 8 | 6 | 5 | 4 | 3 | 2 | 1  |

| Resultats que computen |
| Fins al 1972: 1/2 + 1 dels GP (cal acabar-hi les 2 mànegues); 1973-76: 1/2 + 1 de les mànegues; Des de 1977: Totes les mànegues |

| Any    | Classe | Equip   | 1      | 1     | 2     | 2      | 3      | 3      | 4      | 4     | 5      | 5     | 6      | 6      | 7     | 7     | 8     | 8     | 9     | 9     | 10    | 10    | 11    | 11    | 12    | 12    | 13     | 13    | 14     | 14    | 15    | 15    | Pos. | Pts. |
| Any    | Classe | Equip   | M1     | M2    | M1    | M2     | M1     | M2     | M1     | M2    | M1     | M2    | M1     | M2     | M1    | M2    | M1    | M2    | M1    | M2    | M1    | M2    | M1    | M2    | M1    | M2    | M1     | M2    | M1     | M2    | M1    | M2    | Pos. | Pts. |
| ------ | ------ | ------- | ------ | ----- | ----- | ------ | ------ | ------ | ------ | ----- | ------ | ----- | ------ | ------ | ----- | ----- | ----- | ----- | ----- | ----- | ----- | ----- | ----- | ----- | ----- | ----- | ------ | ----- | ------ | ----- | ----- | ----- | ---- | ---- |
| 1962   | 250cc  | Greeves | ESP -  | ESP - | CH 6  | CH 4   | BEL 6  | BEL 10 | FRA 23 | FRA - | CZE 11 | CZE 5 | POL -  | POL -  | NED 8 | NED - | LUX 9 | LUX - | FIN - | FIN - | USR - | USR - | GER - | GER - | ITA - | ITA - | UK 13  | UK 14 | SWE 12 | SWE 7 | GDR - | GDR - | 14è  | 4    |
| 1963   | 250cc  | Greeves | ESP 9  | ESP 8 | ITA 9 | ITA 10 | FRA -  | FRA -  | CH -   | CH -  | GER 17 | GER 7 | LUX -  | LUX -  | NED - | NED - | UK -  | UK 8  | SWE - | SWE - | FIN - | FIN - | USR - | USR - | POL - | POL - | CZE -  | CZE - | GDR -  | GDR - |       |       | 25è  | 2    |
| 1964   | 250cc  | ČZ      | ESP 11 | ESP 8 | BEL 1 | BEL 1  | CH 1   | CH 1   | CZE 1  | CZE 1 | GER 1  | GER 2 | LUX 2  | LUX 2  | ITA 6 | ITA 2 | UK 2  | UK 1  | SWE 1 | SWE 3 | FIN 1 | FIN 1 | USR 1 | USR 2 | POL - | POL - | GDR 1  | GDR - | FRA 28 | FRA - |       |       | 1r   | 56   |
| 1965   | 250cc  | CZ      | ESP 4  | ESP - | ITA 2 | ITA 1  | FRA 1  | FRA 2  | BEL -  | BEL - | CZE 1  | CZE - | GER 2  | GER 2  | NED 2 | NED - | LUX 1 | LUX 1 | POL - | POL 1 | USR 3 | USR 1 | GDR 1 | GDR 3 | UK 19 | UK 1  | SWE -  | SWE - | FIN -  | FIN - | AUT 1 | AUT 1 | 2n   | 48   |
| 1966   | 250cc  | CZ      | ESP -  | ESP - | FRA 3 | FRA 2  | BEL 10 | BEL 1  | CH 2   | CH 1  | CZE -  | CZE 1 | GER 1  | GER 2  | NED 2 | NED 2 | LUX - | LUX 7 | ITA 3 | ITA - | POL 1 | POL 1 | GDR 1 | GDR - | SWE - | SWE - | FIN 11 | FIN - | USR 3  | USR 2 | AUT 5 | AUT 2 | 2n   | 49   |
| 1967   | 250cc  | CZ      | ESP 10 | ESP 3 | CH 3  | CH 1   | FRA 1  | FRA 1  | BEL 1  | BEL 1 | GER 11 | GER - | NED 2  | NED 1  | ITA 1 | ITA 6 | UK 1  | UK 1  | SWE - | SWE - | FIN - | FIN - | USR 2 | USR - | POL 1 | POL 1 |        |       |        |       |       |       | 2n   | 52   |
| 1968   | 250cc  | CZ      | ESP 1  | ESP 4 | BEL 4 | BEL -  | CZE 2  | CZE 2  | FRA 1  | FRA 2 | NED 1  | NED 1 | GER 1  | GER 2  | LUX 3 | LUX 1 | POL 1 | POL 2 | USR - | USR - | YUG - | YUG 8 | FIN 2 | FIN 2 | SWE 1 | SWE - | UK 1   | UK 1  | AUT 1  | AUT 1 |       |       | 1r   | 54   |
| 1969   | 250cc  | CZ      | ESP 1  | ESP 4 | CH 1  | CH 3   | YUG 1  | YUG 1  | CZE -  | CZE - | POL 1  | POL 1 | GER -  | GER -  | NED - | NED - | FRA 1 | FRA 1 | UK -  | UK -  | SWE 5 | SWE - | FIN 3 | FIN 2 | USR 5 | USR 2 |        |       |        |       |       |       | 1r   | 102  |
| 1970   | 250cc  | Suzuki  | ESP 1  | ESP 1 | FRA 4 | FRA -  | BEL 1  | BEL 2  | YUG 1  | YUG 1 | ITA 1  | ITA 2 | USR -  | USR -  | POL - | POL - | UK 1  | UK 1  | FIN 2 | FIN 1 | GDR 2 | GDR 3 | CH 1  | CH 5  | AUT 2 | AUT 3 |        |       |        |       |       |       | 1r   | 96   |
| 1971   | 250cc  | Suzuki  | ESP 1  | ESP 1 | CH 1  | CH 1   | POL 4  | POL -  | GER 1  | GER - | YUG 1  | YUG 1 | ITA 1  | ITA 1  | NED 1 | NED 2 | GDR 1 | GDR 1 | FIN 2 | FIN 2 | SWE 1 | SWE 1 | UK 1  | UK 1  | AUT 2 | AUT 2 |        |       |        |       |       |       | 1r   | 105  |
| 1972   | 250cc  | Suzuki  | ESP 1  | ESP - | FRA 1 | FRA 1  | NED 1  | NED 2  | CZE 1  | CZE 5 | YUG 1  | YUG 1 | GER 1  | GER 1  | POL 1 | POL 1 | USR 2 | USR 1 | FIN - | FIN - | SWE - | SWE - | UK -  | UK -  | CH 1  | CH 30 |        |       |        |       |       |       | 1r   | 105  |
| 1973   | 250cc  | Suzuki  | ESP -  | ESP - | ITA - | ITA -  | BEL -  | BEL -  | CH 10  | CH 5  | POL -  | POL - | YUG -  | YUG -  | FRA - | FRA - | FIN - | FIN 4 | USR - | USR - | SWE - | SWE - | AUT - | AUT - |       |       |        |       |        |       |       |       | 18è  | 15   |
| 1974   | 250cc  | Suzuki  | ESP 5  | ESP 9 | ITA 4 | ITA -  | CZE -  | CZE -  | POL 7  | POL - | YUG -  | YUG - | UK 9   | UK -   | GER 4 | GER 1 | NED - | NED - | FIN - | FIN - | SWE 3 | SWE 8 | CH -  | CH -  |       |       |        |       |        |       |       |       | 10è  | 58   |
| 1975   | 250cc  | Suzuki  | ESP 8  | ESP 7 | AUT 2 | AUT 3  | BEL 6  | BEL 8  | CZE 3  | CZE - | POL -  | POL - | YUG 10 | YUG 3  | GER 4 | GER 7 | UK 4  | UK -  | FRA 8 | FRA 7 | SWE - | SWE - | FIN - | FIN - | CH -  | CH -  |        |       |        |       |       |       | 9è   | 84   |
| 1976   | 250cc  | Puch    | ESP -  | ESP 8 | BEL 9 | BEL 6  | CZE -  | CZE -  | POL -  | POL - | USR -  | USR - | YUG 10 | YUG 10 | ITA - | ITA - | FRA - | FRA - | UK 8  | UK 5  | GER - | GER - | NED - | NED - | SWE - | SWE - |        |       |        |       |       |       | 17è  | 21   |
| Fonts: |        |         |        |       |       |        |        |        |        |       |        |       |        |        |       |       |       |       |       |       |       |       |       |       |       |       |        |       |        |       |       |       |      |      |